# Kiesha Brown
Kiesha Brown, née le 13 janvier 1979 à Atlanta (Géorgie), est une joueuse américaine de basket-ball.

## Biographie
elle effectue son lycée au Woodward Academy à Atlanta, où elle nommée All-American par la Women's Basketball Coaches Association, association des entraîneurs de basket-ball féminin, en 1996. Cette même année, elle dispute le WBCA High School All-America Game dont elle est nommée meilleure joueuse avec 7 points.
Elle effectue sa formation universitaire à l'Université de Géorgie, dont elle sort diplômée en 2002. En décembre 1996, une rupture des ligaments du genou lui fait rester une année supplémentaire avec les Bulldogs de la Géorgie. 
Non draftée, elle est remplaçante pendant une grande partie de sa carrière WNBA. Elle porte successivement le maillot des Mystics de Washington, des Comets de Houston, du Liberty de New York, du Lynx du Minnesota, des Sparks de Los Angeles, puis du Shock de Tulsa. Ce n'est qu'en 2008 qu'elle intègre pour la première fois le cinq majeur, avec les Sparks.
Durant la période hivernale, elle joue en Europe.
Pour la saison 2011-2012, elle s'est engagée avec les championnes de France, CJM Bourges, puis met un terme à sa carrière après cette dernière expérience. En 2013-2014, elle devient entraîneuse de l'équipe du lycée Galloway d'Atlanta (en).

## Clubs
| Saisons   | Équipe                 | Pays       |
| --------- | ---------------------- | ---------- |
| 1996-2002 | Bulldogs de la Géorgie | États-Unis |
| 2002      | Mystics de Washington  | États-Unis |
| 2003      | Mystics de Washington  | États-Unis |
| 2004      | Mystics de Washington  | États-Unis |
| 2004-2005 | USK Prague             | Tchéquie   |
| 2005      | Mystics de Washington  | États-Unis |
| 2005      | Comets de Houston      | États-Unis |
| 2005-2006 | Hondarriba Irun        | Espagne    |
| 2006      | Liberty de New York    | États-Unis |
| 2007      | Sparks de Los Angeles  | États-Unis |
| 2007      | Lynx du Minnesota      | États-Unis |
| 2007-2008 | Extragusa              | Espagne    |
| 2008      | Sparks de Los Angeles  | États-Unis |
| 2009      | Sun du Connecticut     | États-Unis |
| 2009-2010 | Galatasaray            | Turquie    |
| 2010      | Shock de Tulsa         | États-Unis |
| 2010-2011 | Zaragoza               | Espagne    |
| 2011      | Shock de Tulsa         | États-Unis |
| 2011-2012 | CJM Bourges            | France     |

## Palmarès

### Distinctions personnelles
- MVP du All-American Game 1996